# Heart of Gold (skladba, BQL)
»Heart of Gold« je skladba in drugi single dua BQL iz leta 2017. Glasbo sta napisala Raay in Marjetka Vovk, tekst pa Anej Piletič. 

## EMA 2017
18. februarja 2017 sta na drugem polfinalu 23. izvedbe EME prvič predstavila to skladbo in se po izboru gledalcev z 3486 glasovi kot najboljša uvrstila v veliki finale EME.
24. februarja 2017, sta v velikem finalu 23. izvedbe EME od občinstva prejela 13134 glasov, daleč največ. A to je zadostovalo za končno 2. mesto (124 točk), saj nista prejela dovolj točk od strokovne žirije.

## Zasedba

### Produkcija
- Raay – glasba
- Marjetka Vovk – glasba
- Anej Piletič – besedilo
- Raay Production – aranžma, producent

### Studijska izvedba
- Anej Piletič – kitara, vokal
- Rok Piletič – vokal

## Lestvice
| Lestvica (2017)      | Najvišje mesto |
| -------------------- | -------------- |
| Slovenija (SloTop50) | 1              |

| Lestvica (2017)      | Najvišja uvrstitev |
| -------------------- | ------------------ |
| Slovenija (SloTop50) | 2                  |

## Bum Award
Skladba se je že takoj v prvem tednu predvajanja zavihtela na vrh SloTop50 (uradna slovenska tedenska single lestvica) in prejela nagrado Bum Award, ki jo podeljuje SAZAS. To je uspelo samo še skladbi »Diamond Duck« (Maraaya).